# Diodore de Tarse
Pour les articles homonymes, voir Diodore.
Diodore de Tarse (né en 330, mort en 393 ou 394 à Antioche) fut un des fondateurs de la « seconde » école d'Antioche. Il devint évêque de Tarse en Cilicie en 378.

## Biographie
Élève de Sylvain de Tarse et d'Eusèbe d'Emèse, il poursuivit ses études à Athènes. De retour à Antioche, il soutint l'évêque anti-arien Mélèce, fonda près de la ville une école catéchétique dans les années 360, fut exilé en Arménie par l'empereur Valens en 372 et y devint l'ami de Basile de Césarée, puis fut nommé évêque de Tarse à la mort de Valens en 378. Il participa au concile de Constantinople de 381.
Il s'opposa à la christologie d'Apollinaire de Laodicée et écrivit contre lui un « Contre les synousiates », c’est-à-dire contre ceux qui ne reconnaissent qu'une seule substance (ousia) ou nature dans le Christ. 
Il enseignait aussi l'apocatastase universelle.
Cent ans après sa mort, il fut condamné comme inspirateur de l'hérésie nestorienne par un synode à Constantinople en 499 ; une grande partie de son œuvre fut détruite et il ne reste de ses écrits que des fragments. 
Ses deux plus célèbres disciples furent Jean Chrysostome (né à Antioche en 349, mort en 407) et Théodore de Mopsueste (né à Antioche en 352, mort en 428).
L'empereur Théodose Ier l'appelait le « boulevard de l'orthodoxie ».

## Œuvres
- Clavis Patrum Græcorum 3815-3822.
- Photios, Bibliothèque [détail des éditions] [lire en ligne] (223).